# رود گوسینایا
رود گوسینایا (روسی: Гусиная) یک رودخانه در استان یاقوتستان کشور روسیه است.